# Rickard Sandler
Rickard Johannes Sandler (29 de Janeiro de 1884 — 12 de Novembro de 1964) foi um professor e político da Suécia. Ocupou o lugar de primeiro-ministro da Suécia de 24 de Janeiro de 1925 a 7 de Junho de 1926.